# 尖尾肖峭
尖尾肖峭（学名：Tetragnatha caudicula），又名尖尾長腳蛛，为肖峭科肖峭属的动物。分布于日本以及中国大陆的吉林、四川、浙江、新疆等地，常栖息于溪边杂草及稻田。其生存的海拔范围为1300至600米。该物种的模式产地在日本。